# 208
208（二百八、にひゃくはち）は自然数、また整数において、207の次で209の前の数である。

## 性質
- 208は合成数であり、約数は 1, 2, 4, 8, 13, 16, 26, 52, 104, 208 である。
  - 約数の和は434。
    - 48番目の過剰数である。1つ前は204、次は210。
    - 約数の和が回文数になる17番目の数である。1つ前は205、次は211。(オンライン整数列大辞典の数列 A028980)
- 208 = 22 + 32 + 52 + 72 + 112
  - 連続素数の平方和とみたとき1つ前は87、次は377。
  - 5連続素数の平方和で表せる最小の数である。次は373。
- 10番目のテトラナッチ数であり、1つ前は108、次は401。
- 各位の和が10になる20番目の数である。1つ前は190、次は217。
- 208 = 82 + 122
  - 異なる2つの平方数の和で表せる63番目の数である。1つ前は205、次は212。(オンライン整数列大辞典の数列 A004431)
- 208 = 13 × 24
  - n = 4 のときの 13 × 2n の値とみたとき1つ前は104、次は416。(オンライン整数列大辞典の数列 A005029)
  - p4 × q の形で表せる6番目の数である。1つ前は176、次は272。(オンライン整数列大辞典の数列 A178739)
- 208 = 13 − 23 + 33 − 43 + 53 − 63 + 73
  - n = 7 のときの |13 − 23 + … + (−1)n+1n3| の値とみたとき1つ前は135、次は304。(ただし| |は絶対値記号)(オンライン整数列大辞典の数列 A011934)
    - 正の数の値とみたとき1つ前は81、次は425。
- n = 208 のとき n と n − 1 を並べた数を作ると素数になる。n と n − 1 を並べた数が素数になる25番目の数である。1つ前は202、次は210。(オンライン整数列大辞典の数列 A054211)
- 208 = 172 − 81
  - n = 17 のときの n2 − 81 の値とみたとき1つ前は175、次は243。(オンライン整数列大辞典の数列 A098850)

## その他 208 に関連すること
- 年始から数えて208日目は7月27日、閏年は7月26日。
- 多くの機械式メトロノームが刻むことのできる最も速いテンポは、毎分208回（208BPM）である。
- 地球上で安定して存在し得る、最も重い原子核の質量数は208である。これは鉛で最も重い安定同位体（208Pb）に当る。ちなみに、質量数208よりも軽い原子核では、質量数5、8、147、151にのみ地球上での安定核種が存在しないことが知られている。
- プジョー・208はプジョーが生産する乗用車。
- 第208代ローマ教皇はニコラウス5世（在位：1447年3月6日～1445年2月23日）である。
- 208 × 10−2 = 2.08 は {\displaystyle {\sqrt[{3}]{9}}} の近似値である。(オンライン整数列大辞典の数列 A010581)
- 208 × 10−3 = 0.208 は log10φ の数字列である。(ただしφは黄金数)(オンライン整数列大辞典の数列 A097348)